# Zeynep Sönmez
Zeynep Sönmez (30 de abril de 2002) es una tenista profesional  turca.
Sönmez tiene un ranking de individuales WTA más alto de su carrera, No. 77, logrado el 3 de marzo de 2025. También fue No. 594 en dobles, logrado el 9 de septiembre de 2024.
Hizo su debut en un cuadro principal de Grand Slam en el Torneo de Roland Garros 2024 luego de pasar la clasificación.
En noviembre, en el Mérida Open, Sönmez derrotó a la sexta cabeza de serie María Lourdes Carlé en primera ronda, Elsa Jacquemot en segunda ronda y a la cabeza de serie número uno Renata Zarazúa, alcanzando su primera semifinal en la WTA. Posteriormente derrotaria a Alina Korneeva, para alcanzar su primera final. Derrotó a Ann Li en sets seguidos para ganar su primer título de individual a nivel de gira. Se convirtió en la primera jugadora de Turquía en ganar un título de individuales de la WTA desde Çağla Büyükakçay en Estambul en 2016. Como resultado, alcanzó el top 100 por primera vez en su carrera en el puesto número 91 del mundo el 4 de noviembre de 2024.

## Títulos WTA (1; 1+0)

### Individual (1)
| Leyenda              |
| -------------------- |
| Grand Slam (0)       |
| Juegos Olímpicos (0) |
| WTA Finals (0)       |
| WTA 1000 (0)         |
| WTA 500 (0)          |
| WTA 250 (1)          |

| N.º | Fecha                  | Torneo | Superficie | Oponente en la final | Resultado |
| --- | ---------------------- | ------ | ---------- | -------------------- | --------- |
| 1.  | 3 de noviembre de 2024 | Mérida | Dura       | Ann Li               | 6-2, 6-1  |